# Прва женска савезна лига Југославије у рукомету
Прва женска савезна лига Југославије је била највиша рукометна лига у ФНР/СФР Југославији.

## Историја
До 1952. године у Југославији се играо само велики рукомет. Од те године почео је нагло да се шири мали рукомет и брзо се уврстио међу најмасовније спортове у Југославији. Првенство у великом рукомету се играло од 1948. године, а последње првенство за жене одиграно је 1956. године. Пре почетка Другог светског рата, жене у Југославији играле су хазену.

## Прваци
- 1953. Мирко Кљајић, Нова Градишка
- 1954. Железничар, Београд
- 1955. Локомотива, Вировитица
- 1956. Локомотива, Загреб
- 1957. Спартак, Суботица
- 1958. Локомотива, Вировитица
- 1959. Локомотива, Загреб
- 1960. Спартак, Суботица
- 1961. БСК, Београд
- 1962. Локомотива, Загреб
- 1963. Спартак, Суботица
- 1964. Локомотива, Загреб
- 1965. Локомотива, Загреб
- 1966. Подравка, Копривница
- 1967. Подравка, Копривница
- 1968. Локомотива, Загреб
- 1969. Локомотива, Загреб
- 1970. Локомотива, Загреб
- 1971. Вождовац, Београд
- 1972. Раднички, Београд
- 1973. Раднички, Београд
- 1974. Локомотива, Загреб
- 1975. Раднички, Београд
- 1976. Раднички, Београд
- 1977. Раднички, Београд
- 1978. Раднички, Београд
- 1979. Раднички, Београд
- 1980. Раднички, Београд
- 1981. Раднички, Београд
- 1982. Раднички, Београд
- 1983. Раднички, Београд
- 1984. Раднички, Београд
- 1985. Будућност, Подгорица
- 1986. Раднички, Београд
- 1987. Раднички, Београд
- 1988. Раднички, Београд
- 1989. Будућност, Подгорица
- 1990. Будућност, Подгорица
- 1991. Локомотива, Загреб
- 1992. Будућност, Подгорица